# ワガドゥグ全アフリカ映画祭
ワガドゥグ全アフリカ映画祭（ワガドゥグぜんアフリカえいがさい、フランス語: Festival panafricain du cinéma et de la télévision de Ouagadougou、FESPACO）はブルキナファソのワガドゥグーで開催されるアフリカ最大の国際映画祭。通称フェスパコ（FESPACO）。第1回は1969年に開催された。
映画祭は創設当初、名称をワガドゥグ最優秀アフリカ映画祭（仏: Premier Festival de Cinéma Africain de Ouagadougou ）と称した。「アフリカ映画週間」（Semaine du cinéma africain）だったとしばしば示されるものの、誤りである点は創設メンバーのひとりが記した著書で裏付けされ、また当時の広報用ポスターの文言も確認できる。第3回を迎える1972年に正式に名称を変更すると1979年以降は隔年開催が定着し、また併設のアフリカ映画・テレビ番組見本市「MICA」（Marché international du cinéma et de la télévision africains）を導入した1983年以降は、奇数年はこの映画祭、複数年はブルキナファソの全国文化週間をそれぞれ隔年で交互に催してきた。後者でもBobo-Dioulassoの創設した映画祭（SNC）を行う。
本映画祭はブルキナファソ政府の後援を受け、オランダ、スウェーデン、中華人民共和国、デンマーク、ドイツ、フィンランド、フランス他の協賛を得て開かれる。

## 賞
主な賞は、グランプリの他に最優秀短編賞、観客賞、最優秀女優賞、最優秀男優賞、最優秀シナリオ賞、最優秀音楽賞、最優秀イメージ賞、審査員特別賞、最優秀新人賞にあたるウマール・ガンダ賞、大陸外のアフリカ系の監督が対象のポール・ロブスン賞など、特別賞を合わせると30種類以上となる。
最も栄誉のあるグランプリは「ヨネンガの牡馬賞」（フランス語: Étalon de Yennenga）と呼ばれ、モシ帝国（現・ブルキナファソ）を創始した伝説の女王の名を冠する 。この賞はアフリカの現実を最もよく映すアフリカの作品が対象である。

### グランプリ受賞作品
- 1969年（第1回）ワガドゥグ最優秀アフリカ映画祭 （仏: Premier Festival de Cinéma Africain de Ouagadougou[注釈 2]）

- 1970年（第2回）ワガドゥグ最優秀アフリカ映画祭[注釈 2]

- 1972年（第3回）『Le Wawwou Poligamie』:ウマール・ガンダ（ニジェール）
- 1973年（第4回）『Les Mille et Une Mains（フランス語版）』：スウヘル・ベン・バラカ（英語版）（モロッコ）
- 1976年（第5回）『Muna Moto（フランス語版）』：ディコンゲ・ピパ（英語版）（カメルーン）
- 1979年（第6回）『Baara（フランス語版）』：スレイマン・シセ（マリ）
- 1981年（第7回）『Djeli』（仏: Djeli, conte d’aujourd'hui）：ファディカ・クラモ＝ランシネ（コートジボワール）
- 1983年（第8回）『Finyè（フランス語版）』：スレイマン・シセ（マリ）
- 1985年（第9回）『Histoire d'une rencontre』：ブラヒム・ツァキ（フランス語版）（アルジェリア）
- 1987年（第10回）『Sarraounia（英語版）』：メド・オンド（モーリタニア）
- 1989年（第11回）『Heritage Africa（フランス語版）』：クワオ・アンサー（英語版）（ガーナ）
- 1991年（第12回）『Tilaï』:イドリッサ・ウエドラオゴ（ブルキナファソ）
- 1993年（第13回）『Au nom du Christ（フランス語版）』：ロジャー・ニョアン・ムバラ（コートジボワール）
- 1995年（第14回）『Guimba』：シェイク・ウマール・シソコ（マリ）
- 1997年（第15回）『Buud Yam』：ガストン・カボーレ（ブルキナファソ）
- 1999年（第16回）『Pièces d'identités』：ムエゼ・ンガングラ（コンゴ）
- 2001年（第17回）『Ali Zaoua』：ナビル・アユーシュ（フランス語版）（モロッコ）
- 2003年（第18回）『Waiting for Happiness』：アブデラマン・シサコ（モーリタニア）
- 2005年（第19回）『Drum』：ゾラ・マセコ（南アフリカ）
- 2007年（第20回）『Ezra』：ニュートン・アドアカ（ナイジェリア）
- 2009年（第21回）『Teza』：ハイレ・ゲリマ（エチオピア）
- 2011年（第22回）『Pégase（フランス語版）』：Marocain Mohamed Mouftakir（モロッコ）
- 2013年（第23回）『Tey（フランス語版）』：Alain Gomis（フランス語版）（セネガル）

- 2015年（第24回）『Fièvres（フランス語版）』：Hicham Ayouch（フランス語版）（モロッコ）

- 2017年（第25回）『Félicité（フランス語版）』：Alain Gomis（セネガル）

- 2019年（第26回）『The Mercy of the Jungle 』：Joel Karekezi（ルワンダ）
- 2021年（第27回）『The Gravedigger's Wife』：Khadar Ayderus Ahmed（ソマリア）
- 2023年（第28回）『Ashkal』：Youssef Chebbi（チュニジア）
- 2025年（第29回）『Katanga: The Dance of the Scorpions』：Dani Kouyaté（ブルキナファソ）